# San Felipe Indijanci
San Felipe Indijanci, pueblo pleme američkih Indijanaca porodice Keresan sa zapadne obale rijeke Rio Grande, oko 30 milja sjeverno od Albuquerquea u Novom Meksiku. Pueblo Katishtya kako ga zovu Indijanci izgrađen je u prvoj polovici 18. stoljeća, a točna lokacija izvornog puebla nije poznata. Slično kao i Santo Domingo, i pueblo San Felipe spada u najkonzervativnija naselja i pueblo plemena. 
Pleme danas broji oko 3,000 pripadnika koji čuva svoj stari način života, a na dan sv. Filipa, na Prvi svibanj pripremaju svoje svečanosti Green Corn Dance. Imaju svoje vlastito plemensko vijeće i plemensku vijećnicu, a izabrani starci dužni su podučavati podmladak plesovima, pjesmama i umjetnosti plemena San Felipe.
Uz heishi (vidi Santo Domingo Indijanci) danas se bave i poslovima koji donose brzu zaradu, prvenstveno je to kockarnica San Felipe Casino Hollywood.

## Vanjske poveznice
- San Felipe Pueblo History  Arhivirana inačica izvorne stranice od 20. svibnja 2011. (Wayback Machine)